# Церковь Богоматери Ангелов
Церковь Богоматери Ангелов (черног. Crkva Gospе od Аnđela) — церковь-крепость на южном мысе пролива Вериге в Бока-Которском заливе, между селениями Лепетане и Столив.

## История
Церковь Богоматери Ангелов принадлежит Перастскому приходу Которской епархии. Впервые упоминается в исторических документах в 1469 году, но, вероятно, построена была гораздо раньше. Является образцом францисканской архитектуры. Название храма отсылает к празднику Пресвятой Девы Марии Ангельской, который католическая церковь отмечает 2 августа, когда верующие вспоминают обращение святого отца Франциска в 1208 году в небольшой базилике в окрестностях Ассизи.
Храм был частью сторожевых укреплений, возведённых в этом месте для защиты пролива Вериге от набегов пиратов и турецкого флота. Вокруг церкви, которая расположена в самой узкой части пролива со стороны Которской бухты, в 1585 году была построена оборонительная стена с бойницами, так как именно в этом месте протягивали цепь с целью не пропустить проникновения пиратских кораблей во внутреннюю часть Которского залива и нападения на Котор, Пераст и другие пункты побережья этой части Боки. Впоследствии по этой цепи получил своё название и весь пролив.
Рядом с храмом находятся маленький пирс и маяк.
Во время войн XX века сооружение было серьёзно повреждено в результате взрыва порохового склада.
Церковь Богоматери Ангелов признана официальным объектом культурного наследия ЮНЕСКО. Реставрационные работы при поддержке многочисленных жертвователей закончены в 2015 году.